# Saint-Gouéno
Saint-Gouëno redirige ici.
Saint-Gouéno [sɛ̃ gweno] (ou Saint-Gouëno) est une ancienne commune française située dans le département des Côtes-d'Armor en région Bretagne, devenue, le 1er janvier 2016, une commune déléguée de la commune nouvelle du Mené.

## Géographie
Saint-Gouéno (Sant-Gouenoù en breton) est située au pied du mont "Bel Air", point culminant du département des Côtes-d'Armor (339 mètres) au cœur du Mené région du massif armoricain.
La commune de Saint-Gouéno fait partie du canton de Plénée-Jugon.

## Toponymie
Le nom de la localité est attesté sous les formes Parochia de Seint Goinou en 1279 et en 1282, Ecclesia de Sancto Godenevo vers 1330, Saint-Goueno en 1426, Saint Guenno en 1451, Saint Gouenou en 1468, Saint Gouezno en 1469, Sainct Goueno en 1480 et en 1513, Sainct-Gouem en 1536, Sainct-Gueno en 1569.  
Le nom de la commune vient de saint Gouéno ou saint Goueznou, qui aurait fondé un monastère à Gouesnou dans le Finistère.

## Histoire

### Légende
La commune conserve dans un champ une pierre dans laquelle est gravée l'empreinte du saint. La légende raconte que le saint voulant édifier un sanctuaire au beau milieu de ce champ, des lavandières l'en auraient chassé à coup de pierres. S'enfuyant il aurait laissé l'empreinte de son sabot et de son bâton incrustée dans la pierre dorénavant bien nommée par les habitants "Le Pas De Saint Gouéno".

### Le Moyen Âge
Un acte de l'abbaye de Bosquen fait référence à la paroisse de Saint-Gouéno en 1279, issue du démembrement de celle de Plessala.

### La Révolution française
Les habitants de la commune s'engagent activement dans la chouannerie pendant la Révolution sous la conduite de Legris-Duval de Bosny.

### Les guerres du XXe siècle
Le monument aux Morts porte les noms des 95 soldats morts pour la Patrie :
- 91 sont morts durant la Première Guerre mondiale.
- 4 sont morts durant la Seconde Guerre mondiale.

### Période contemporaine
Le 23 mars 2015, le projet de création d'une commune nouvelle en remplacement de la Communauté de communes du Mené est approuvé par les conseils municipaux des sept communes concernées. La nouvelle entité baptisée Le Mené doit voir le jour le 1er janvier 2016. L'arrêté préfectoral du 5 octobre 2015 a officiellement créé la nouvelle commune.

## Politique et administration

### Liste des maires
| Période                                  | Période           | Identité               | Étiquette | Qualité                   |
| ---------------------------------------- | ----------------- | ---------------------- | --------- | ------------------------- |
| 1800                                     | 1807              | Mathurin Robert        |           |                           |
| 1808                                     | 1816              | Guillaume Aignel       |           |                           |
| 1816                                     | 1825              | Pierre Plesse          |           |                           |
| 1826                                     | 1829              | Jean-Marie Plesse      |           |                           |
| 1830                                     | 1838              | Guillaume Aignel       |           |                           |
| 1838                                     | 1846              | Pierre Plesse          |           |                           |
| 1847                                     | 1864              | Jean Marie Louail      |           |                           |
| 1864                                     | 1882              | Louis Marie Louail     |           |                           |
| 1882                                     | 1888              | Pierre Presse          |           |                           |
| 1889                                     | 1892              | Louis Carro            |           |                           |
| 1892                                     | 1896              | Pierre Presse          |           |                           |
| 1896                                     | 1916              | Louis Marie Louail     |           |                           |
| 1919                                     | 1925              | Pierre Presse          |           |                           |
| 1925                                     | juin 1966 (décès) | Eugène Louail          |           |                           |
| 1966                                     | mars 1977         | Jean-Baptiste Latouche |           |                           |
| mars 1977                                | mars 1989         | Augustin Evin          |           | Agriculteur               |
| mars 1989                                | mars 2001         | Lucien Aignel          |           | Agriculteur retraité      |
| mars 2001                                | décembre 2015     | Jacky Aignel           | PS        | Retraité de l'agriculture |
| Les données manquantes sont à compléter. |                   |                        |           |                           |

### Liste des maires délégués
| Période      | Période  | Identité        | Étiquette | Qualité                                               |
| ------------ | -------- | --------------- | --------- | ----------------------------------------------------- |
| janvier 2016 | mai 2020 | Jacky Aignel    | PS        | Retraité de l'agriculture Maire du Mené (2016 → 2020) |
| mai 2020     | En cours | Arlette Hingant |           | Retraitée de la fonction publique                     |

## Démographie
L'évolution du nombre d'habitants est connue à travers les recensements de la population effectués dans la commune depuis 1793. À partir du 1er janvier 2009, les populations légales des communes sont publiées annuellement dans le cadre d'un recensement qui repose désormais sur une collecte d'information annuelle, concernant successivement tous les territoires communaux au cours d'une période de cinq ans. 
Pour les communes de moins de 10 000 habitants, une enquête de recensement portant sur toute la population est réalisée tous les cinq ans, les populations légales des années intermédiaires étant quant à elles estimées par interpolation ou extrapolation. Pour la commune, le premier recensement exhaustif entrant dans le cadre du nouveau dispositif a été réalisé en 2008,.
En 2013, la commune comptait 689 habitants, en évolution de +5,67 % par rapport à 2008 (Côtes-d'Armor : +1,68 %, France hors Mayotte : +2,49 %).
| 1793 | 1800 | 1806  | 1821  | 1831  | 1836  | 1841  | 1846  | 1851  |
| ---- | ---- | ----- | ----- | ----- | ----- | ----- | ----- | ----- |
| 981  | 902  | 1 066 | 1 019 | 1 361 | 1 433 | 1 426 | 1 556 | 1 602 |

| 1856  | 1861  | 1866  | 1872  | 1876  | 1881  | 1886  | 1891  | 1896  |
| ----- | ----- | ----- | ----- | ----- | ----- | ----- | ----- | ----- |
| 1 542 | 1 542 | 1 501 | 1 501 | 1 567 | 1 558 | 1 538 | 1 491 | 1 560 |

| 1901  | 1906  | 1911  | 1921  | 1926  | 1931  | 1936  | 1946  | 1954  |
| ----- | ----- | ----- | ----- | ----- | ----- | ----- | ----- | ----- |
| 1 673 | 1 713 | 1 708 | 1 507 | 1 506 | 1 378 | 1 256 | 1 218 | 1 029 |

| 1962  | 1968 | 1975 | 1982 | 1990 | 1999 | 2008 | 2013 | - |
| ----- | ---- | ---- | ---- | ---- | ---- | ---- | ---- | - |
| 1 023 | 901  | 831  | 751  | 721  | 640  | 652  | 689  | - |

- Évolution démographique annuelle moyenne de 1990 à 1999 : -1,31 %

- Pyramide des âges:

| Hommes | Classe d’âge   | Femmes |
| ------ | -------------- | ------ |
| 10     | 75 ans et plus | 0      |
| 23     | 60 à 74 ans    | 0      |
| 22     | 40 à 59 ans    | 0      |
| 25     | 20 à 39 ans    | 0      |
| 20     | 0 à 19 ans     | 0      |

.

## Lieux et monuments
- L'église Saint-Gouéno datant de 1862 de l'architecte Alphonse Guépin.
- La chapelle Notre-Dame-des-Sept-Douleurs, reconstruite et agrandie en 1893, dominant Saint Gouéno, située au sommet de la colline du Tertre abrite en son sein une statue en bois de la Vierge Marie transpercée de sept glaives représentant les sept douleurs endurées par la Sainte au cours de sa vie. Celle-ci provient de l'ancienne chapelle.
- Le chemin de Quatorze croix de granit date de 1910 et un Calvaire édifié par les familles les plus aisées de Saint-Gouéno relie l'église à la chapelle Notre-Dame-des-Sept-Douleurs. Les croix sont gravées des noms des donateurs.
- La croix monolithique à bras courts datant du haut Moyen Âge s'élevant sur le bord du chemin menant au Tertre.
- La croix de la Ville-Gueury datant du XVIIe siècle.
- La croix de la Saude (XVIe-XVIIIe siècle).
- Le manoir du Placis datant du XVIe-XVIIe siècle.
- Le manoir de la Ville-Delée datant du XVIIIe siècle.
- L'ancien presbytère datant du XVIIe siècle, maintenant transformé en logements sociaux.
- L'école de la Saude de 1844.
- Plusieurs maisons situées au village des Clôtures datant du XVIIe siècle.
- Le légendaire "Pas de Saint Gouéno" dans lequel est gravée l'empreinte du sabot et du baton du Saint.
- 5 moulins.
- Une ancienne allée couverte au-dessus du village des Hautières (Aujourd'hui détruite).

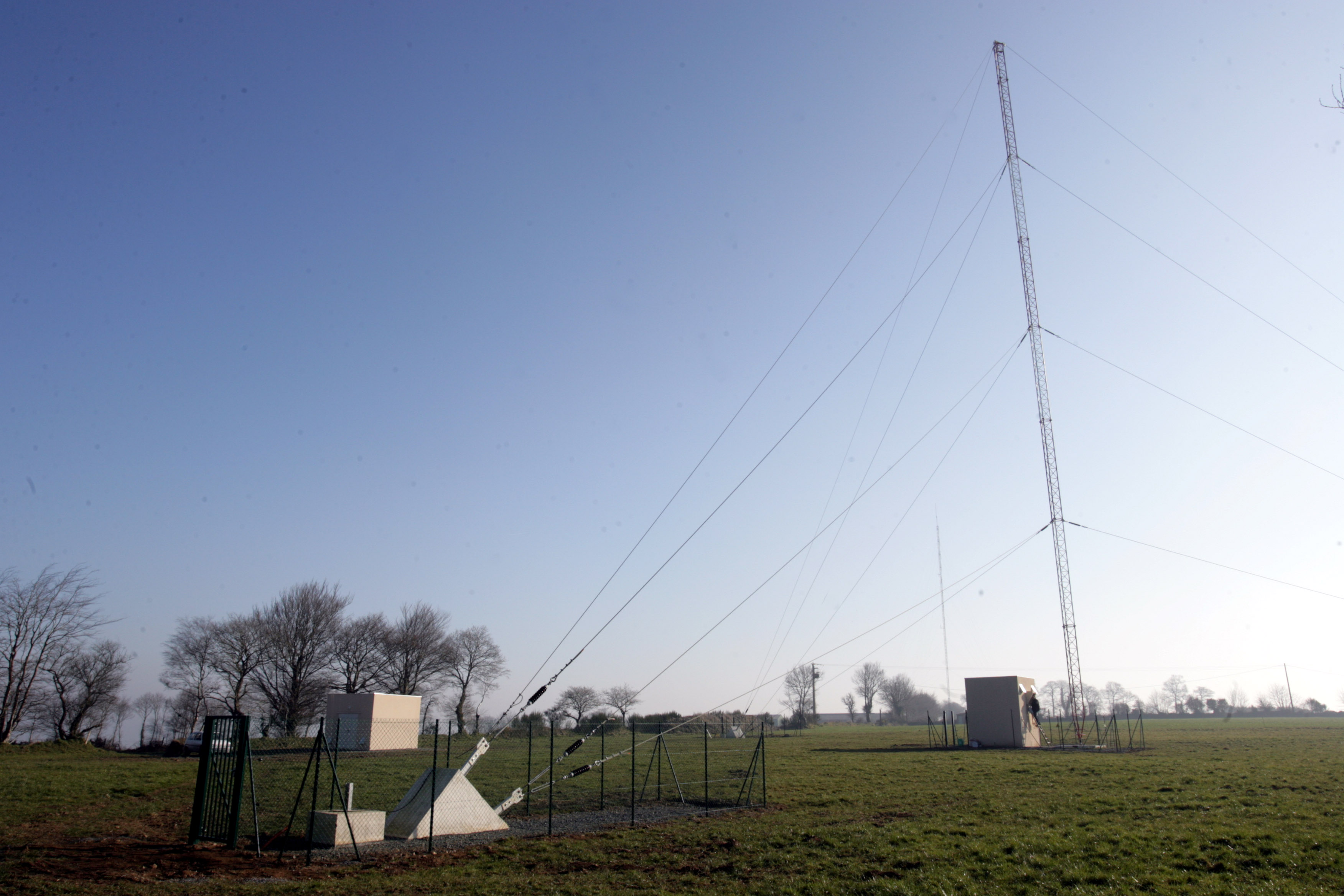
Le pylône du centre émetteur ondes moyennes de Littoral AM

- Le pylône du centre émetteur ondes moyennes de Littoral AM

Situé à l'extrême nord de la commune, sur la ligne de crête bordée par l'ancienne voie romaine de Fanum Martis (Corseul) à Dardoritum (Vannes) le pylône du centre émetteur de Bretagne 5, anciennement Littoral AM, culmine à 307 mètres. Érigé en novembre 2005, sur la parcelle de Tombalon, il diffuse des émissions de radio numérique. La commune de Saint-Gouéno figure parmi les trois communes de Bretagne dotée d'un émetteur de grande puissance après Thourie (35) et Quimerch' (29). À ce titre, l'émetteur de Saint-Gouéno est connu à travers l'Europe comme le premier émetteur numérique régional construit en France.
- Le circuit de la Course De Côte et son mythique virage en épingle dit du « fer à cheval ».
- la vue imprenable sur la baie de Saint-Brieuc au lieu-dit Beausoleil sur les crêtes du Méné

## Activité locale

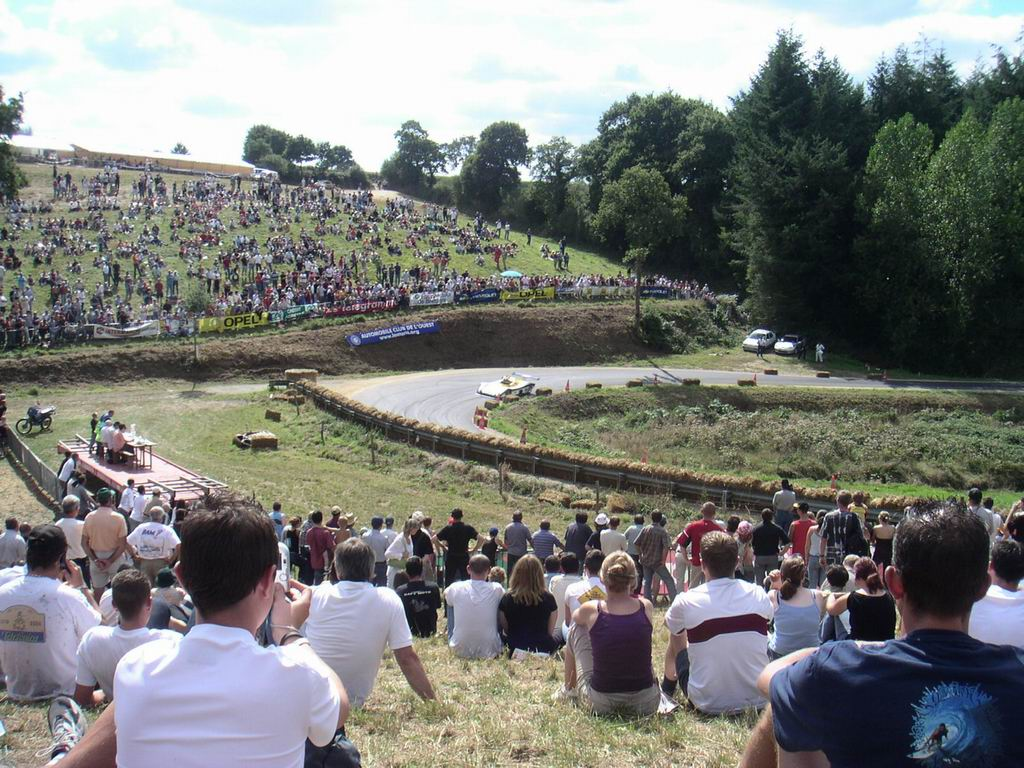
Le « Fer à cheval »

La commune s'est illustrée par sa « course de côte » : course automobile organisée dans les lacets de la départementale 14 entre « les Hautières » et « les Hauts de l'Hiver » avec le passage du célèbre « fer à cheval », virage en épingle à cheveux.
Reconnue au niveau national et européen du Championnat de la Montagne, La course a vu le jour en 1969 jusqu'en 1985, de 1990 à 1993 puis a disparu pour renaître récemment : La finale de la coupe de France de Montagne, 24e édition de la course de côte en 2007, a remporté un franc succès voyant défiler pas moins de 15 000 spectateurs.
La course de côte nationale 2008 voit Le champion de France Lionel Régal remporter cette édition au volant de sa Formule 3000 Nippon.
En 2010, retour du championnat de France de la montagne, avec une nouvelle victoire de Lionel Régal sur F3000 Nippon. À noter que ce dernier a battu le record de la piste (1 min 15 s 779) détenu depuis 1981 par Marc Sourd (1 min 16 s 92).
En 2023, le record du tracé a été battu par Geoffrey Schatz au volant d'une Nova proto np01 E2SC en 01:11.990 lors de la quatrième montée de course